# Aptosimum lugardiae
Aptosimum lugardiae är en flenörtsväxtart som först beskrevs av Nicholas Edward Brown, William Botting Hemsley och Skan, och fick sitt nu gällande namn av Edwin Percy Phillips. Aptosimum lugardiae ingår i släktet Aptosimum och familjen flenörtsväxter. Inga underarter finns listade i Catalogue of Life.